# Брум Бридж
Бруум бридж (на ирландски: Droichead Broome; на английски: Broom / Broome Bridge), наричан също Бру(г)ъм бридж (Brougham Bridge – Мост на двуколката), е каменен мост край Дъблин, Република Ирландия.
Мостът се намира на пътя „Бруумбридж роуд“, който пресича Роял Канал в Кабра – предградие на столицата в графство Дун Лере-Ратдаун (в северната част на историческото графство Дъблин). Наречен е на Уилям Бруум (William Broome), някогашен директор на „Роял Канал къмпъни“, живял наблизо.

## Надпис
Бруум бридж е известен като мястото, където сър Уилям Роуън Хамилтон пръв записва фундаменталната формула за умножение на кватерниони на 16 октомври 1843 г.
За отбелязване на събитието е поставена паметна плоча на северозападната страна в долната част на моста. След като бива повредена от вандали и посетители, плочата е преместена на друго място – по-високо, под парапета на моста. 
Текстът на плочата гласи:
Тук, както се разхождаше
на 16 октомври 1843 г.,
сър Уилям Роуън Хамилтон
в проблясък на гениалност
откри фундаменталната формула
за умножение на кватерниони
i² = j² = k² = ijk = −1
и я изчерта върху камък от този мост.
Поради историческото значение на този любопитен факт за математиката мостът се е превърнал в популярно място за своего рода поклонничество на математици от цял свят.